# Myacopterus
Myacopterus is een kevergeslacht uit de familie van de boktorren (Cerambycidae). De wetenschappelijke naam van het geslacht werd voor het eerst geldig gepubliceerd in 1893 door Fairmaire.

## Soorten
Myacopterus is monotypisch en omvat slechts de volgende soort:
- Myacopterus rufosericans Fairmaire, 1893